# U-Bahn-Station Schönbrunn
Die Station Schönbrunn ist ein U-Bahnhof der Linie U4 der Wiener U-Bahn im 13. Wiener Gemeindebezirk Hietzing. Namensgeber ist die ehemalige Sommerresidenz der Habsburger, Schloss Schönbrunn. Trotz ihres Namens gehört die Station zum größten Teil zur Katastralgemeinde Rudolfsheim, die Grenze zur Katastralgemeinde Schönbrunn verläuft mitten durch das Aufnahmsgebäude.

## Beschreibung
Die Station befindet sich im Einschnitt neben dem Wienfluss westlich der Schönbrunner Brücke. Ausgänge an beiden Bahnsteigenden führen auf die Grünbergstraße und auf die Fläche zwischen dem Wienfluss und der Schönbrunner Schlossstraße. Diese Flächen werden für Sportplätze und als Parkplatz für Reisebusse genutzt. Wegen der Nähe zu Schönbrunn, der meistbesuchten Sehenswürdigkeit Österreichs, wird die Station vorwiegend von Touristen genutzt. Der Ausgang Schloss Schönbrunn in Richtung Schönbrunner Schlossstraße wurde zu Beginn der 2000er Jahre neu errichtet, ein Aufzug wurde miteingebaut. In Richtung Grünbergstraße (Schönbrunner Brücke) ist noch das historische Aufnahmsgebäude erhalten geblieben.

## Geschichte

### Dampfstadtbahn
Die von Otto Wagner im Auftrag der Commission für Verkehrsanlagen in Wien für die Obere Wientallinie der Wiener Dampfstadtbahn erbaute Haltestelle mit dem betrieblichen Kürzel SB wurde im August 1896 baulich fertiggestellt, die Eröffnung erfolgte am 1. Juni 1898. Als einzige Stadtbahnstation hatte ihr Aufnahmsgebäude, mit Rücksicht auf das nahe Schloss, statt dem sonst üblichen weißen Putz ursprünglich einen Anstrich in Schönbrunnergelb. Sie markiert den Endpunkt eines von Otto Wagner geplanten Boulevards, der vom Karlsplatz bis nach Schönbrunn führen sollte, aber nie verwirklicht wurde. Eine besonders große Rolle spielte Schönbrunn zu Zeiten der Dampfstadtbahn beim starken Ausflugsverkehr an Sonn- und Feiertagen im Sommer, an jenen Tagen war es die belebteste Stadtbahnstation.

### Elektrische Stadtbahn
Am 4. Juni 1925 löste schließlich auch in Schönbrunn die Wiener Elektrische Stadtbahn die, schon am 8. Dezember 1918 eingestellte, Dampfstadtbahn ab. Am 21. Februar 1945 zerstörte ein Luftangriff die Mauern des Aufnahmsgebäudes, einer Abgangsstiege sowie der Stützmauer gegen den Wienfluss. Auf Antrag des Reichsverteidigungskommissars vom 28. März 1945 wurden die Schäden zunächst nur behelfsmäßig behoben, bis 30. August 1945 passierten die Züge Schönbrunn ohne Halt. Die definitive Instandsetzung erfolgte erst 1947. In den Jahren 1952 und 1953 wurden Erneuerungsarbeiten und der Umbau der Sperrenanlagen durchgeführt.

### U-Bahn
Ab 1976 erfolgte der Umbau für den U-Bahn-Betrieb und die sanfte Anpassung an das Generaldesign der Architektengruppe U-Bahn. Die Station blieb dabei weitestgehend im originalen Otto-Wagner-Stil erhalten. Analog zur Station Stadtpark wurden die Bahnsteige in Originalform, das heißt nur um 60 cm angehoben, wieder hergestellt. Hierfür mussten etliche Ausnahmebewilligungen bei der Aufsichtsbehörde eingereicht werden. Bei der Wiederherstellung des Bahnsteiges wurde auf möglichste Originaltreue Wert gelegt. Die beiden Seitenbahnsteige behielten somit ihre historischen Trapezdächer, die tragenden Metallsäulen, teilweise die Stationsschilder und die Bodenfliesen sind mit den für die Wiener Stadtbahn typischen Jugendstilelementen verziert. Jedoch wurde damals die Bahnsteigüberdachung auf die gesamte Stationslänge erweitert, ursprünglich umfasste diese nur den verputzten Bereich. Außerdem erhielt das Aufnahmsgebäude seinerzeit den standardmäßigen weißen Putz. 
Am 31. August 1981 erfolgte die Verlängerung der U4 über Meidling-Hauptstraße hinaus bis Hietzing, womit auch Schönbrunn seinen Anschluss an die U-Bahn erhielt. Im Herbst 2008 wurde die, schon seit 1934 denkmalgeschützte, Station für die Dauer von einigen Wochen gesperrt und generalsaniert. Dabei wurden unter anderem die beschädigten Bodenfliesen durch originalgetreu reproduzierte ersetzt.

## Galerie

Aufnahmsgebäude von Otto Wagner im Eröffnungsjahr 1898
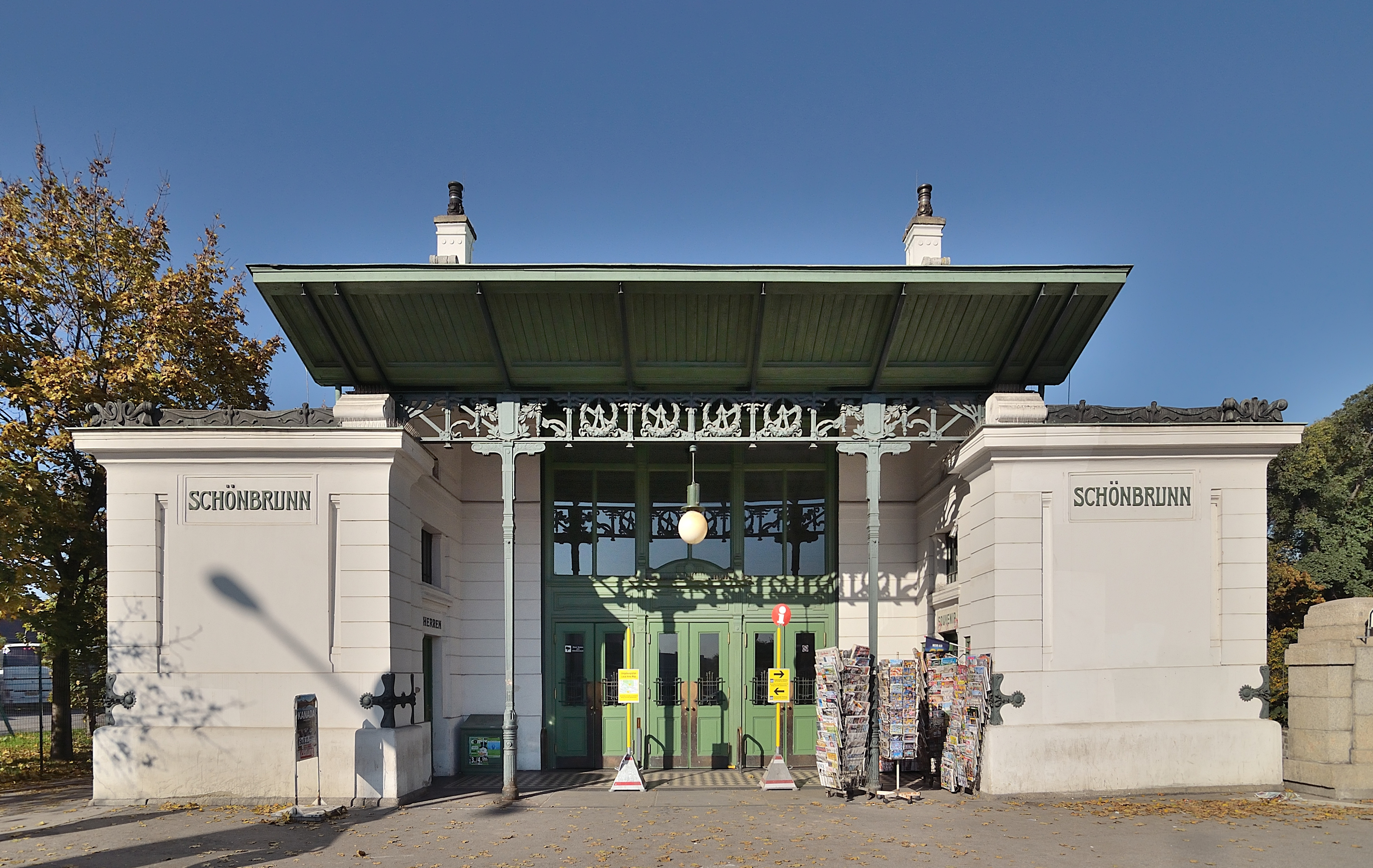
Aufnahmsgebäude im Jahr 2015
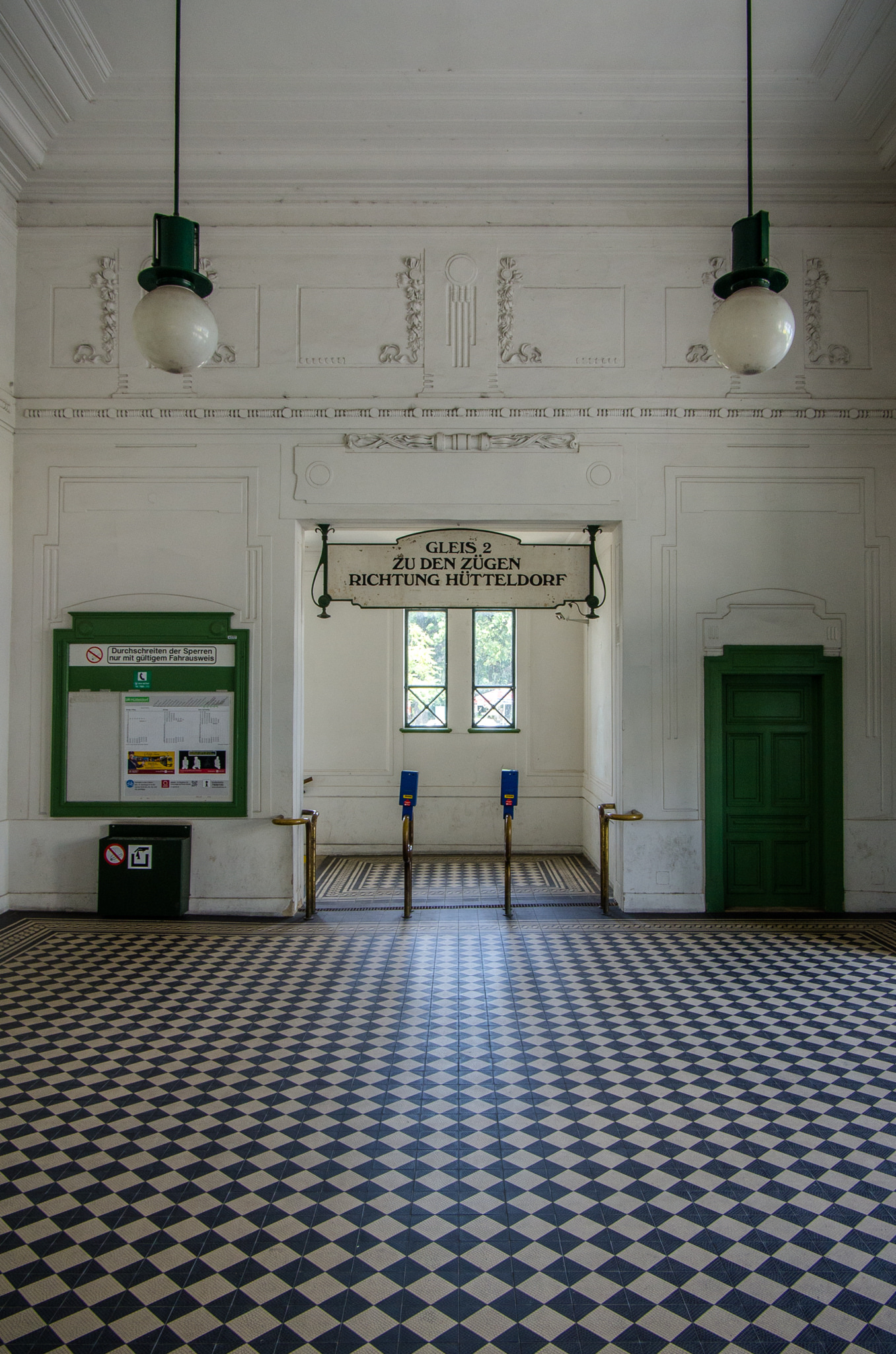
Innenansicht des Aufnahmsgebäudes
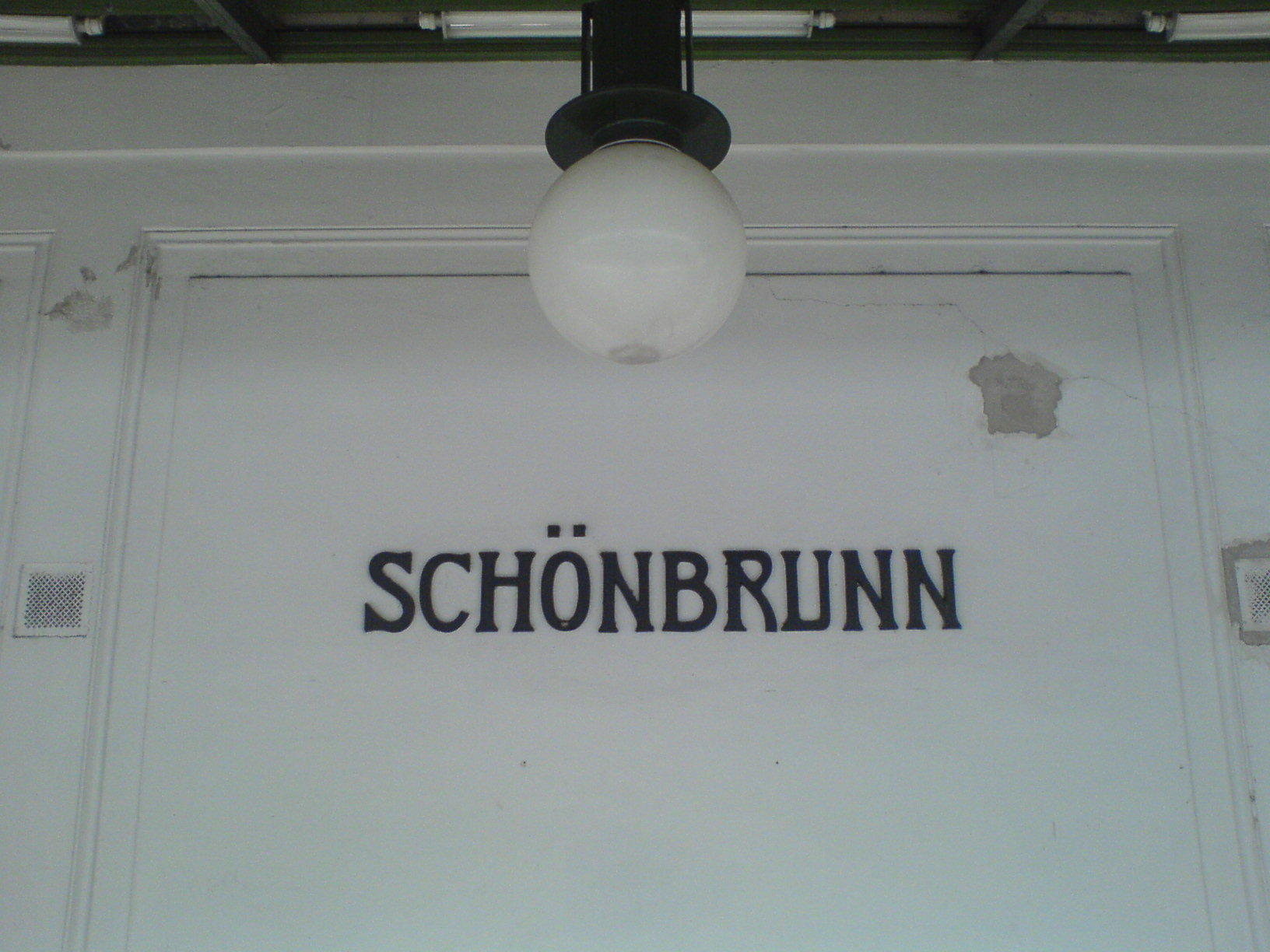
Stationsname an der Bahnsteigsfassade
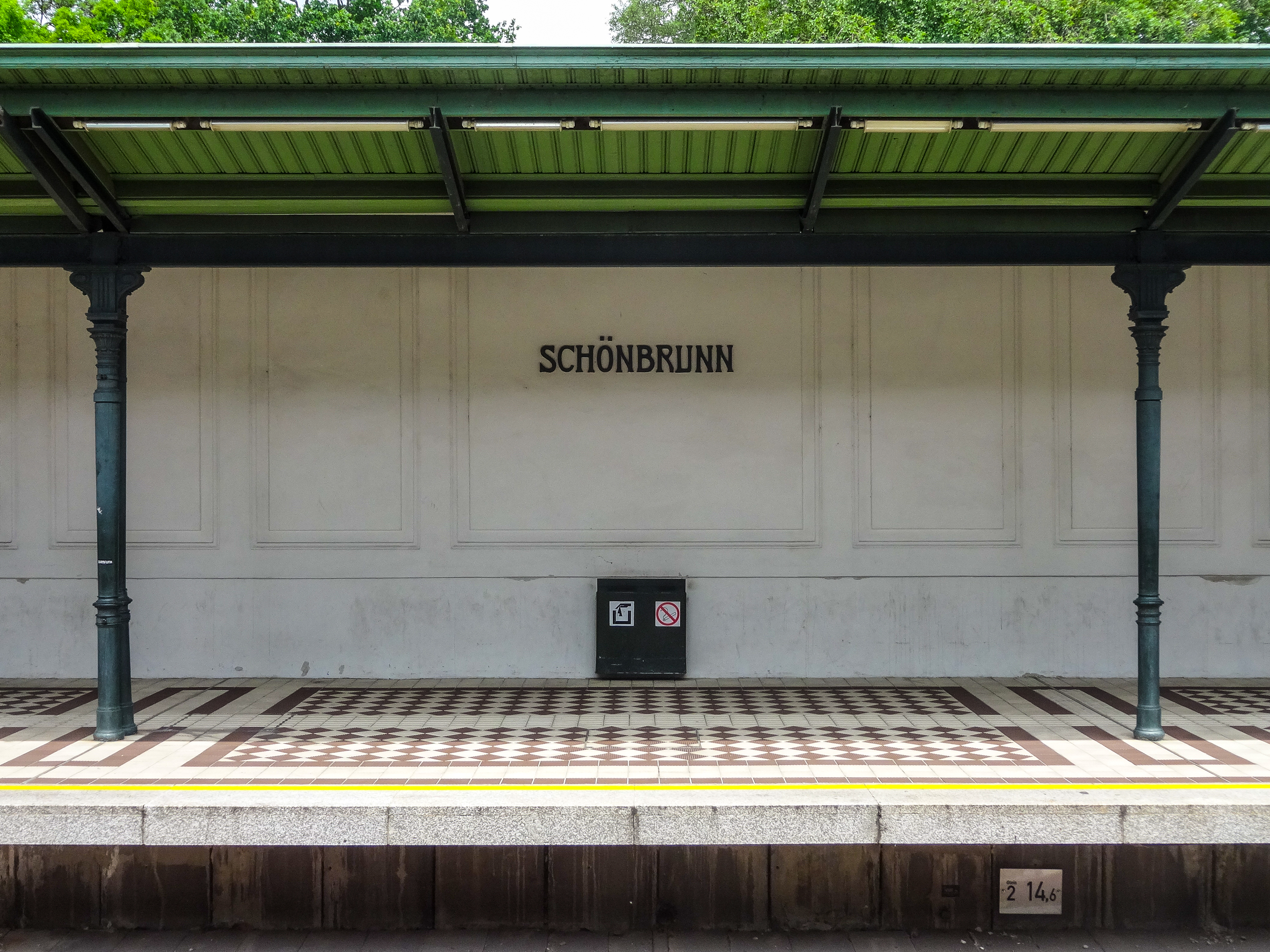
Bahnsteig im Jahr 2016
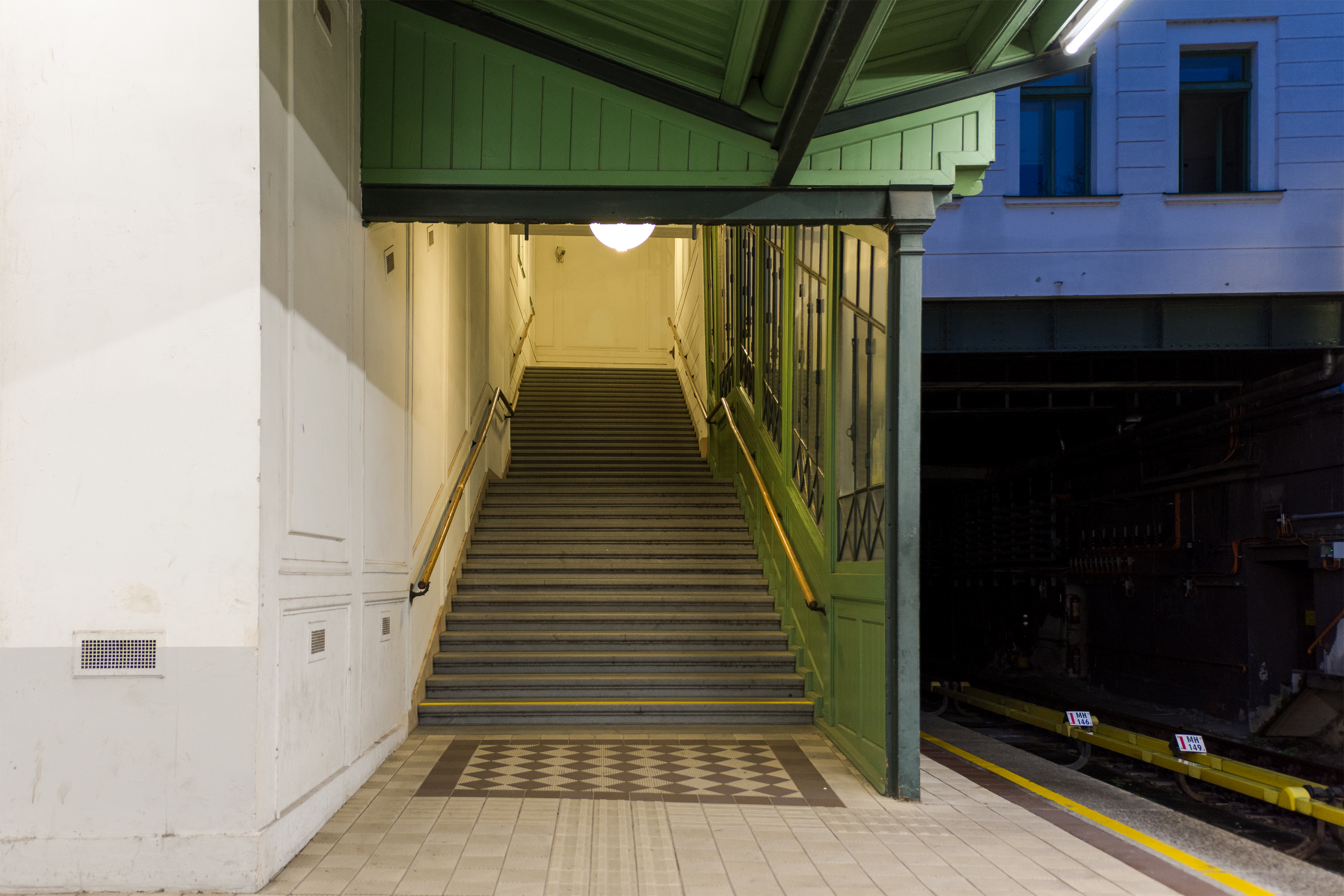
Stiege